# Аффинаж серебра
Аффина́ж серебра — комплекс технологических мер, направленных на получение серебра высокой чистоты. Как и аффинаж золота, делится на химический, электролитический и купелированный.

## Купелирование
Метод купелирования — этот метод используется в том случае, когда сплав серебра очень низкий по качеству (с низкой пробой). 
Этот метод основан на свойстве свинца, расплавленного с серебром, окисляться на воздухе, отделяясь от металла вместе с посторонними примесями. Не отделяется только золото, платина и другие металлы семейства платины, которые остаются в сплаве с серебром. 
Используется печь с тиглем в виде чашки, называемый пробирным тиглем.
Печь покрыта мергелью — пористой известняковой глиной, которая поглощает окись свинца, испаряющийся из жидкого сплава под воздействием потока воздуха.
После завершения окисления и перехода свинца в окись, поверхность сплава принимает характерную радужную окраску.

## Хлорный аффинаж
Основан на том, что неблагородные металлы и серебро легче окисляются хлором, чем золото. Метод состоит в том, что через расплавленный металл (черновое золото) пропускают газообразный хлор. Хлор в первую очередь начинает реагировать с неблагородными металлами и серебром, а уже в последнюю очередь золотом и металлами платиновой группы. Образовавшиеся хлориды всплывают на поверхность имея меньшую плотность, хлорный аффинаж производят на специально оборудованных предприятиях.

## Электролитический аффинаж
Метод электролитического аффинажа проводят в формах из песчаника, которые содержат раствор нитрата серебра (с содержанием не более 50 г/л) и азотную кислоту 1,5 г/л, а плотность тока должна составить 2 А/дм2, при этом аноды должны быть сделаны из загрязнённого серебра, катод же — из полосок нержавеющей стали.

Аноды помещают в холщовые мешочки, в них собираются не растворяемые примеси. На катоде будет выделяться серебро в виде кристаллов, которые регулярно счищают.

Электролит накапливает медь и его надо регулярно менять.

## Химический аффинаж
Химический способ аффинажа редко используется в промышленности и применяется, в основном, в лабораторной практике.
- Сухой хлорид серебра смешивается с равным весом карбоната натрия и смесь медленно нагревают в тигле до плавления. По окончании реакции на дне собирается расплавленное серебро.
- К хлориду серебра добавляют цинк, железо или алюминий. К смеси постепенно добавляется 20 % серная или соляная кислота до прекращения выделения водорода. Полученный серый порошок промывают, сушат и переплавляют.